# リリヤン

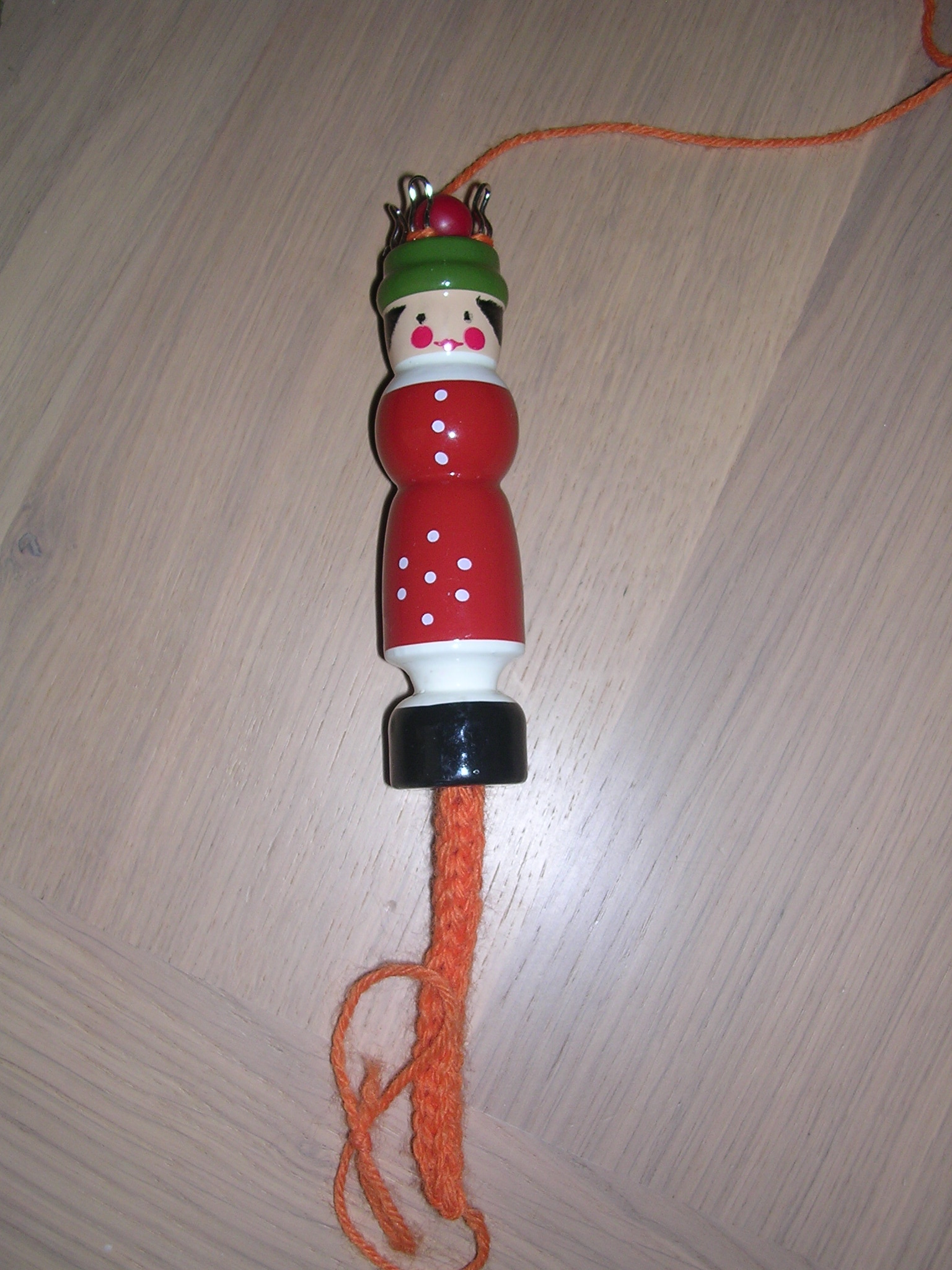
ニッチング

リリヤン（Lily-yarn）とは、人造絹糸（レーヨン）を細く編み込んだ手芸用のひものこと。商標。
リリアンとも呼ぶことがある。
1923年（大正12年）に京都の糸職人がアメリカの商品から着想して発明した人造絹糸のメリヤス編み糸を、東京の糸問屋が百合の花「リリー (英: lily)」 と縫製糸「ヤーン (英: yarn)」から商品名を「リリヤーン」、商標をユリの花として販売した。
太口の他、手芸や装飾などは中細、文化刺繍は細口糸をそれぞれ用いる。
頂部に金属製の爪を5 - 6本設けたプラスチックや木製の筒状編み機「ニッチング」を用いてリリヤン糸をメリヤス編みする手芸が、「リリアン」と称されて昭和30 - 50年頃に手芸遊びとして大流行した。これから名付けられた関西のローカルタレントにリリアンがいる。